# Титаренко Володимир Олександрович (волейболіст)
Володимир Олександрович Титаренко (нар. 4 травня 1978, Алчевськ, СРСР) — український волейболіст, центральний блокуючий. Майстер спорту міжнародного класу з волейболу. Виступав за чоловічу збірну України з волейболу.

## Клубна кар'єра
Першою професійною волейбольної командою стало луганське «Динамо» в 1996 році, проте закріпитися там у нього не вийшло через вік. У 1999 році перейшов до одеського «Шляховика-СКА», з яким здобув срібні медалі чемпіонату України.
Через рік тренер Леонід Ліхно запросив волейболіста до лав харківського «Локомотива». У сезоні 2003/04 разом з командою став переможцем Кубка топ-команд, де у фіналі харків'яни здолали румунський «Дельтаконс».
У 2005 році українець переїжджає до Іспанії, де стає гравцем клубу «Саномара» («Сон Амар») з міста Пальма. У наступному році команда змінила назву на «Драк Пальма» (Drac Palma). У складі команди дійшов до фіналу Кубка топ-команд 2005/06. Серед його партнерів по команді був, зокрема, Стефан Антіґа, а головним тренером — Марсело Мендес. Через два роки Титаренко повертається до «Локомотива», з яким виграв Кубок України сезону 2007/08.
У 2008 року перейшов до московського «Динамо». Разом з командою здобув перемогу в фіналі Кубка Росії 2008 року над одинцовською «Іскрою» (3:1). 30 січня 2009 року брав участь у матчі зірок у складі «Зірок світу», де його команда поступилася «Зіркам Росії» (0:3).
Влітку 2009 року перейшов на правах оренди до клубу «Тюмень». У 10-му турі чемпіонату сезону 2009/10 Титаренко став кращим блокуючим. За «Тюмень» виступав до 2013 року.

## Кар'єра у збірній
У складі юнацької збірної України у січні 1995 року став срібним призером кваліфікації чемпіонату Європи серед юнаків, яка проходила в Болгарії. У квітні 1995 року брав участь у розіграшу першого чемпіонату Європи з волейболу серед юнаків в Іспанії, де Україна посіла п'яте місце. Разом з молодіжною збірною України посів друге місце у відборі на чемпіонат Європи серед молодіжних збірних у травні 1996 року. На континентальній першості в Ізраїлі в серпні-вересні 1996 року українці зайняли 11 місце.
Учасник чемпіонату Європи з волейболу серед чоловіків 2005.
Юнацька збірна
- 1995 — Чемпіонат Європи серед юнаків (кваліфікація)
- 1996 — Чемпіонат Європи серед юнаків (5-е місце)

Молодіжна збірна
- 1997 — Чемпіонат Європи серед молодіжних команд (кваліфікація)
- 1998 — Чемпіонат Європи серед молодіжних команд (11-місце)

Національна збірна
- 2001 — Чемпіонат Європи (кваліфікація)
- 2003 — Чемпіонат Європи (кваліфікація)
- 2004 — Кваліфікаційний турнір CEV на літні Олімпійські ігри
- 2005 — Чемпіонат Європи (кваліфікація)
- 2005 — Чемпіонат світу (кваліфікація)
- 2005 — Чемпіонат Європи (12-е місце)
- 2009 — Чемпіонат Європи (кваліфікація)

## Тренерська кар'єра
Мешкає в Техасі (США), де працює тренером.

## Досягнення
«Динамо» Луганськ
- Срібний призер чемпіонату України: 1996/97

«Дорожник-СКА»
- Срібний призер чемпіонату України: 1999/00

«Локомотив» (Харків)
- Чемпіон України (5): 2000/01, 2001/02, 2002/03, 2003/04, 2004/05
- Володар Кубка України (4): 2002, 2003, 2004, 2008
- Володар Суперкубка України: 2008
- Володар Кубка європейських топ-команд: 2003/04
- Срібний призер Кубка європейських топ-команд: 2002/03
- Бронзовий призер Кубка європейських топ-команд: 2001/02
- Кращий блокуючий чемпіонату України: 2002/03

«Драк Пальма»
- Чемпіон Іспанії (2): 2005/06, 2006/07
- Володар Кубка Іспанії (2): 2005/06, 2006/07
- Володар Суперкубка Іспанії: 2005/06
- Срібний призер Кубка європейських топ-команд: 2005/06
- Кращий блокуючий чемпіонату Іспанії: 2005/06

«Динамо» (Москва)
- Володар Кубка Росії: 2008
- Учасник матчу зірок чемпіонату Росії: 2009
- Кращий блокуючий чемпіонату Росії: 2009/10

«Тюмень»
- Володар Кубка Сибіру: 2010

## Нагороди
- Почесна відзнака Харківської обласної ради «Слобожанська слава» (2004)
- Знак «Залізнична слава» III ступеня (2004)[15]